# The Corrs Unplugged
The Corrs Unplugged es un álbum en vivo grabado por la banda irlandesa The Corrs en los estudios Ardmore de Dublín (Irlanda) en octubre de 1999 como parte de las series MTV Unplugged. 
El álbum incluye algunos de sus éxitos tocados en vivo, con acompañamiento de la Orquesta de Dublín y sin instrumentos eléctricos. Versionearon alguna canción (Everybody Hurts, Old Town y Little Wing, de REM, Phil Lynott y Jimmy Hendrix respectivamente), tocaron dos instrumentales, y dos inéditas que incluirían en su siguiente disco de estudio en 2000 (Radio y At Your Side). El primer sencillo del álbum fue "Radio", al que le siguió "Old Town". Más tarde el concierto se lanzó también en VHS y DVD.
Certificó doble disco de platino en Europa por la venta de más de 2 millones de ejemplares en el continente, además de varios discos de oro y platino en Australia, Brasil o Nueva Zelanda.

## Lista de canciones
1. "Only When I Sleep" - 4:40
2. "What Can I Do?" - 4:37
3. "Radio" (Single) - 4:52
4. "Toss the Feathers" (Instrumental) - 3:15
5. "Everybody Hurts" - 5:45
6. "Dreams" (Bonus Track Japón)
7. "Runaway" - 4:40
8. "Forgiven Not Forgotten" - 5:23
9. "At Your Side" - 4:34
10. "Little Wing" - 4:43
11. "No Frontiers" (Cantada por Sharon Corr y Caroline Corr) - 4:30
12. "Queen of Hollywood" - 4:45
13. "Old Town" (Single) - 3:11
14. "Lough Erin Shore" (Instrumental) - 4:26
15. "So Young" - 4:54

### Curiosidades
- Al comienzo de What Can I do?, en el disco, se oye el mugido de una vaca
- En la última nota de Runaway, Caroline se equivoca en el piano. Esto se corrigió para el disco, pero no se retocó para el DVD. El fallo provocó risas y aplausos entre el público y los propios hermanos.

- Datos: Q2457525